# Cirneco de l'Etna
El cirneco de l'Etna és una raça de gos oriünda de Sicília. Aquest tipus de podenc de petita grandària forma part d'un conjunt de races canines del Mediterrani l'origen de les quals es troba a Egipte, i entre les quals es troba el podenc eivissenc. Es tracta d'un gos adaptat a terrenys difícils, apte per a la caça de conills i llebres.
Diversos estudis genètics realitzats en els últims anys han vingut a concloure que contràriament a l'estesa creença que el podenc és un tipus de gos primitiu importat fa uns 3.000 anys de la zona de l'Orient Mitjà, aquests gossos en realitat tenen una estreta relació genètica amb la resta de gossos de caça europeus i no són més "primitius" que la majoria d'ells. Vegeu estudis sobre el genoma del gos.

## Estàndard
Els mascles mesuren entre 46 i 50 cm, i pesen de 10 a 12 kg, i les femelles mesuren entre 42 i 46 cm, pesant de 8 a 10 kg. El cap és allargat i estret, el musell és afilat i puntegut, amb un stop molt poc pronunciat. La tòfona és de color marró clar, i els ulls, petits, poden ser de color ocre clar, ambre o grisos. Les orelles, alçades, són triangulars i puntegudes, i estan implantades altes. El llom és recte i llarg, i el pit no gaire ampli, amb la musculatura pectoral poc desenvolupada, al contrari que les potes, fortes i amb una musculatura ben desenvolupada. La cua, implantada baixa, és gruixuda i de diàmetre uniforme. El mantell és de color torrat o torrat i blanc, té un pelatge curt i espès en el cap, orelles i potes, i llis i semillarg en el tronc i la cua.

## Història

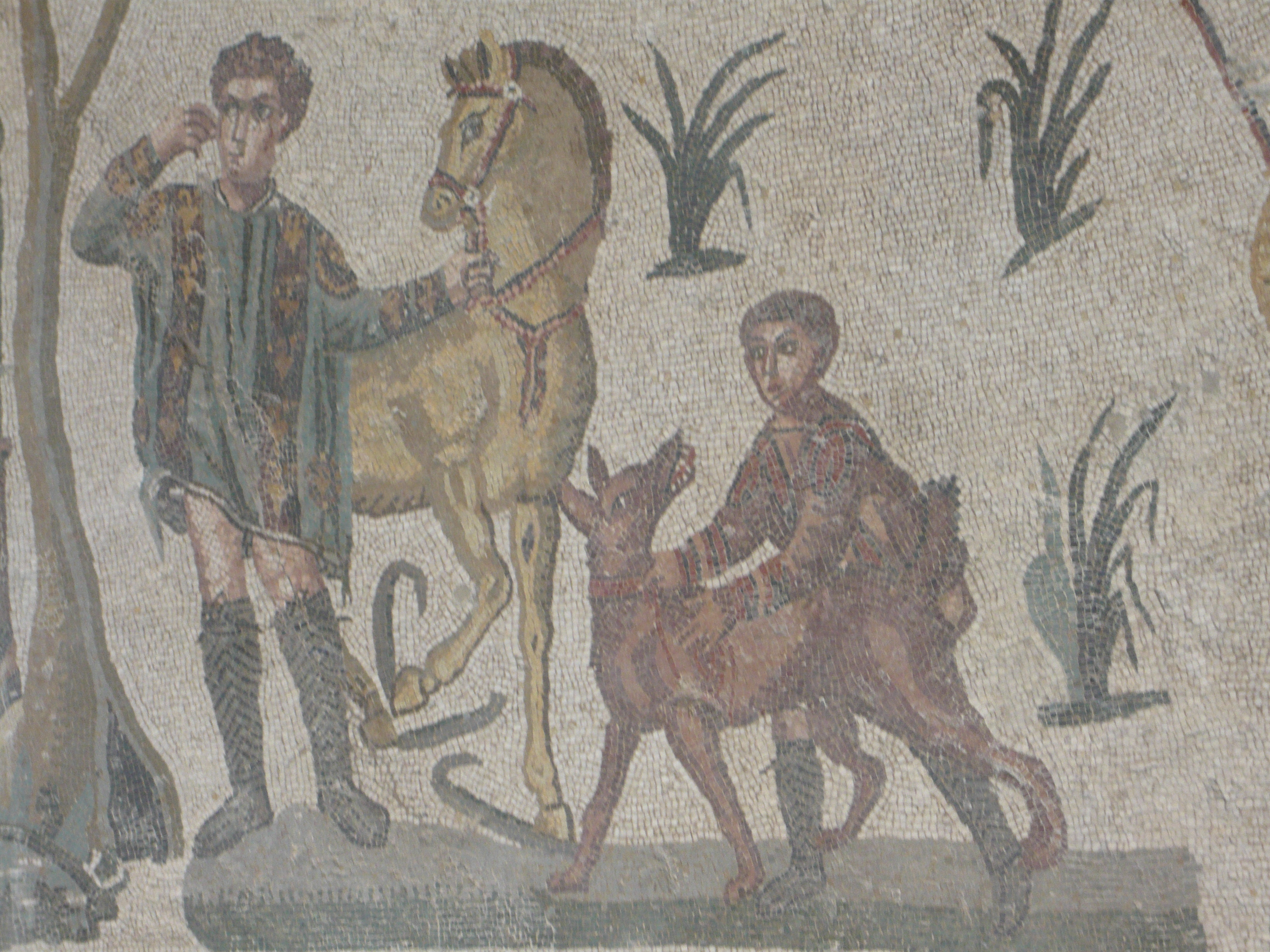
Escena de caça amb un Cirneco de l'Etna - Mosaic de la vil·la romana del Casale, Sicília.

El seu nom pot procedir del de l'antiga ciutat de Cirene, on Aristòtil, a De natura animalium, diu haver vist un gos la descripció del qual coincideix amb la d'aquest. Encara que sembla clar que la raça és autòctona de Sicília, és possible que fos anterior a la civilització egípcia, i que hagués estat portat al nord d'Àfrica pels fenicis. Aquesta hipòtesi es veuria confirmada per l'existència d'una estatueta trobada a prop de Siracusa, datada al voltant del 4000 aC.

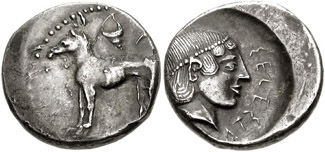
Moneda de Segesta amb un cirneco a l'anvers, 400 aC

Es troben representacions del cirneco en monedes sicilianes del segle vi al segle iii aC, i sembla que se li tenia en gran consideració, com demostra el fet que en una de les monedes trobades a l'antiga ciutat siciliana de Segesta se li representi al costat d'una divinitat fenícia amb faccions humanes.
Des de llavors les característiques de la raça han romàs pràcticament inalterades, gràcies en gran manera als camperols, que van conservar la seva puresa criant-lo per la seva utilitat per caçar en els pendents de l'Etna, de lava solidificada i difícilment accessibles.